# Кушкопальское сельское поселение
Кушкопальское се́льское поселе́ние или муниципа́льное образова́ние «Кушкопа́льское» — муниципальное образование со статусом сельского поселения в Пинежском муниципальном районе Архангельской области России.
Соответствует административно-территориальной единице в Пинежском районе — Кушкопальскому сельсовету.
Административный центр — деревня Кушкопала.

## География
Кушкопальское сельское поселение находится в центральной части Пинежского муниципального района.

## История
Муниципальное образование было образовано в 2006 году.
Ранее территория поселения входила в состав Кеврольского уезда, Пинежского уезда, Архангельского уезда и Карпогорского района. В 1931 году Ерконемский сельский совет Карпогорского района Северного края был переименован в Кушкопальский. С 1959 года Кушкопальский сельсовет — в составе Пинежского района.

## Население
| 2005 | 2010  | 2011  | 2012  | 2013  | 2014  | 2015  | 2016 | 2017 |
| ---- | ----- | ----- | ----- | ----- | ----- | ----- | ---- | ---- |
| 1821 | ↘1262 | ↘1257 | ↘1187 | ↘1125 | ↘1096 | ↘1036 | ↘966 | ↘929 |
| 2018 | 2019  | 2020  | 2021  | 2023  |       |       |      |      |
| ↘876 | ↘852  | ↘814  | ↘402  | ↘362  |       |       |      |      |

## Состав сельского поселения
| № | Населённый пункт | Тип населённого пункта          | Население |
| - | ---------------- | ------------------------------- | --------- |
| 1 | Ёркино           | деревня                         | ↘244      |
| 2 | Кушкопала        | деревня, административный центр | ↘765      |
| 3 | Пачиха           | посёлок                         | ↘178      |